# The One I Love (Film)
The One I Love ist ein US-amerikanischer Spielfilm aus dem Jahr 2014 von Regisseur Charlie McDowell. Die Hauptrollen übernahmen Mark Duplass und Elisabeth Moss.

## Handlung
Die Ehe von Ethan und Sophie ist kurz vor der Scheidung, und sie besuchen einen Therapeuten, um sie zu retten. Er schlägt ihnen vor, ein Wochenende miteinander in einem bestimmten Ferienhaus zu verbringen, und verspricht sogar einen gewissen Erfolg.

## Kritik
Auf der Filmwebseite Rotten Tomatoes sind 82 Prozent der 94 Reviews des Films positiv. Roger Ebert gab dem Film drei von vier Sternen.